# Харківський коледж медичного обладнання
Харківський коледж медичного обладнання — комунальний вищий навчальний заклад І рівня акредитації Харківської обласної ради, що розташований у Харкові.
Має бібліотеку, гуртожиток на 515 місць.

## Історія
У 1931 році на базі Українського рентгенологічного інституту відкрився Харківський рентгенологічний технікум. Тоді прийом становив лише 40 осіб. У 1965 році технікум було перейменовано в Харківський рентген-електротехнічний медичний технікум, а в 1975 — Харківський технікум медичного обладнання.
У 2006 році технікум було перейменовано на Харківський коледж медичного обладнання.

## Структура, спеціальності
Коледж єдиний в Україні готує молодших спеціалістів за фахом:
- Конструювання, виробництво і технічне обслуговування виробів електронної техніки;
- Виробництво оптичних і оптико-електронних приладів.

## Відомі випускники
Василь Дмитрович Бринцев — Суддя КСУ